# Nephrotoma condylophora
Nephrotoma condylophora är en tvåvingeart som beskrevs av Alexander 1970. Nephrotoma condylophora ingår i släktet Nephrotoma och familjen storharkrankar. Inga underarter finns listade i Catalogue of Life.